# OrienSpace
OrienSpace (chinois : 东方空间) est une société chinoise créée en 2020 dans la province du Shandong qui développe une famille de lanceurs de moyenne et forte puissance. Son premier lanceur Gravity-1, qui repose entièrement sur une propulsion à propergol solide, a effectué son premier vol en janvier 2024, devenant le lanceur privé chinois le plus puissant (6,5 tonnes en orbite basse) à cette date. Elle développe un lanceur lourd (26 tonnes en orbite basse) Gravity-2 qui utilise des moteurs-fusées à ergols liquides développés en interne.

## Historique
La société OrienSpace fait partie de la dizaine de start-up chinoises (parmi celles-ci, les plus connues sont OneSpace, LandSpace et iSpace) créées à compter de 2014 en profitant de l'ouverture au privé du marché du lancement des satellites jusque là monopolisé par des conglomérats de l'État chinois. Orienspace, qui est fondée en 2020, soit relativement tard par rapport à ses concurrentes, se singularise par sa décision de développer immédiatement un lanceur de puissance intermédiaire sans passer par le développement d'un premier lanceur léger. Les locaux de la société sont situés à Yantai dans le (province du Shandong), au nord-est de la Chine. La société dispose de bancs d'essais pour ses moteurs à ergols liquides à Xi'an tandis que les étages à propergol solide sont testés à Pékin. OrienSpace bénéficie d'un financement initial de 65 millions US$. En 2022, elle décroche deux nouveaux financements à hauteur respectivement de 47 et 59,9 millions US$, ce qui en fait une des start-up chinois du domaine disposant du budget le plus confortable.   

## Lanceurs

### Gravity-1
Gravity-1 est un lanceur de moyenne puissance  dont le premier vol a eu lieu le 11 janvier 2024. Ce lanceur capable de placer 6,5 tonnes sur une orbite basse présente la caractéristique d'utiliser uniquement des étages à propergol solide et d'être le plus puissant des lanceurs de ce type ayant jamais volé. Cette fusée trapue est haute de 31,4 mètres pour une masse de 405 tonnes et elle comporte quatre étages,. 

### Gravity-2
La société développe un lanceur plus puissant (26 tonnes en orbite basse), Gravity-2, d'une hauteur de 60 mètres et d'une masse de 927 tonnes. Le premier étage, flanqué de deux propulseurs d'appoint à propergol solide, sera propulsé par neuf moteur-fusée à ergols liquides Yuanli-85 de 100 tonnes de poussée brûlant un mélange de kérosène et d'oxygène liquide qui sont en cours de développement en interne.